# Chrysococcyx megarhynchus
El cuclillo piquiilargo (Chrysococcyx megarhynchus) es una especie de ave cuculiforme de la familia Cuculidae que habita en los bosques húmedos de las tierras bajas tropicales y subtropicales de Nueva Guinea e islas adyacentes. 

## Subespecies
Se conocen dos subespecies:
- Chrysococcyx megarhynchus megarhynchus - Nueva Guinea i Aru.
- Chrysococcyx megarhynchus sanfordi - Waigeo